# Erik Ode

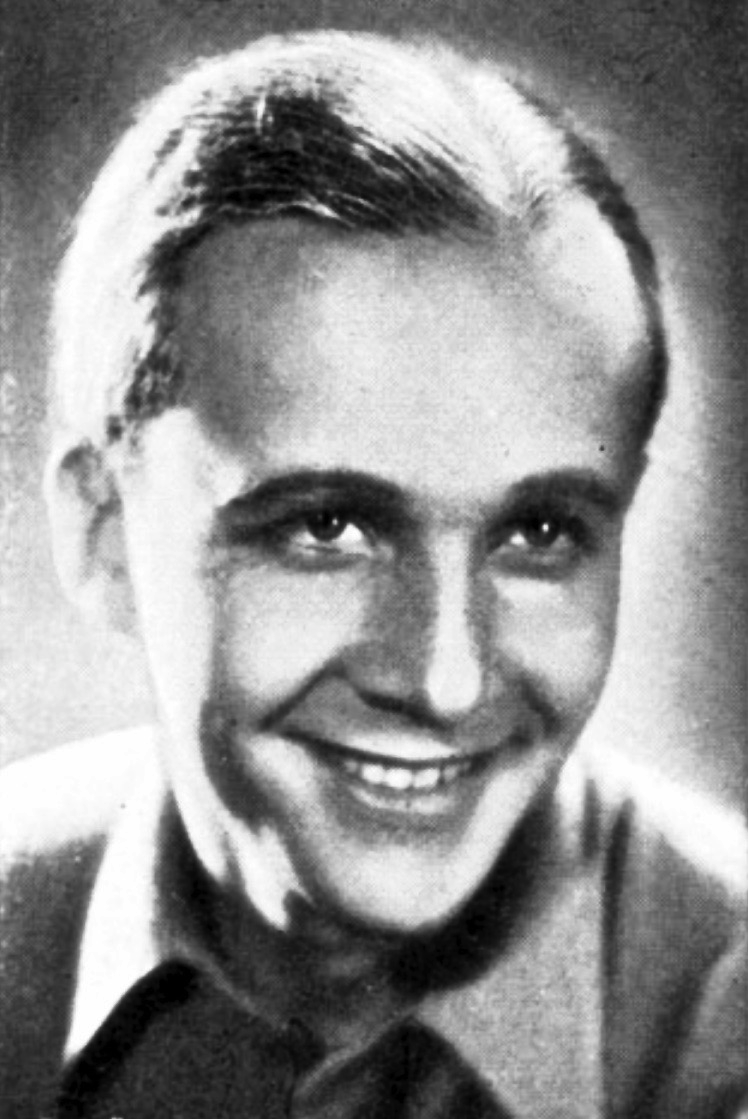
Erik Ode in den frühen 1930er Jahren

Erik Ode (* 6. November 1910 in Berlin; † 19. Juli 1983 in Kreuth-Weißach; bürgerlich Fritz Erik Signy Odemar) war ein deutscher Schauspieler, Regisseur und Synchronsprecher. Seine bekannteste Rolle spielte er als Hauptdarsteller der Fernsehserie Der Kommissar.

## Leben
Seine Eltern waren die Schauspieler Fritz Odemar und Erika Nymgau-Odemar. Fritz Odemar wirkte u. a. in zahlreichen Spielfilmen der UFA mit.
Bereits als Zwölfjähriger spielte Erik Ode 1923 in dem Stummfilm I. N. R. I. mit. Er besuchte vorübergehend die Freie Schulgemeinde Wickersdorf und begann nach der mittleren Reife 1927 eine Lehre in einer photochemischen Anstalt.
Nach seiner Schauspielausbildung spielte er Theater und hatte 1928 seinen ersten Bühnenauftritt im Novemberstudio des Theaters am Schiffbauerdamm in Schlafstelle von Herbert Minnich unter der Regie von Leopold Lindtberg. Gemeinsam mit Max Colpet gründete er 1928 in Berlin das Kabarett Anti. Ode trat an zahlreichen Berliner Bühnen auf und hatte ab 1930 kleine Rollen beim Tonfilm. Friedrich Luft bezeichnete ihn als „Plaudertalent“, das gleichermaßen lustig und lässig, aber auch streng und scharf sein konnte.
1933 wurde er als Nachfolger von Max Hansen an das Metropol-Theater verpflichtet. Dort sowie im Theater am Nollendorfplatz und im Admiralspalast war Ode in Operetten wie Clivia und Frau Luna zu sehen. 1936 spielte er auf der Isle of Wight und in London, danach in Revuen der Berliner Scala und am Renaissance-Theater. 1939 verpflichtete ihn Alexander Golling an das Bayerische Staatsschauspiel. 1942 heiratete Ode die Wiener Schauspielerin Hilde Volk, mit der er bis zu seinem Lebensende verheiratet war. 1943 wechselte er an die Berliner Künstlerbühnen.
Während des Zweiten Weltkriegs war er in der Truppenbetreuung auch in Norwegen und Frankreich tätig. Ode wurde gegen Kriegsende als Funker eingezogen und 1945 im Lager Fürstenwalde interniert.
Nach dem Krieg spielte er an der Komödie am Kurfürstendamm und machte wieder Kabarett. Zudem führte er beim neuen NWDR Hörspielregie. 1948 wurde er Oberspielleiter beim Sender RIAS. Auf der Bühne war Ode in Stücken wie Pygmalion von George Bernard Shaw und Charleys Tante zu sehen. In Berlin führte er für das MGM-Synchronstudio auch Synchronregie und agierte als Synchronsprecher von Frank Sinatra, Fred Astaire, Gene Kelly, Bing Crosby und Cary Grant. In der deutschen Synchronfassung von Singin' in the Rain (Du sollst mein Glücksstern sein, 1952) sprach Ode Gene Kelly nicht nur, sondern übernahm auch dessen Gesangspart, da die Songs ebenfalls ins Deutsche übertragen wurden. Ebenso lieh er Fred Astaire für Sprache und Gesang in der deutschen Fassung von The Band Wagon (Vorhang auf!, 1953) für Sprache und Gesang seine Stimme.
Als Filmregisseur inszenierte Ode in den 1950er Jahren vorwiegend Revue- und Schlagerfilme, daneben Remakes erfolgreicher Filmkomödien der 1930er Jahre. Ab 1961 arbeitete Ode für das Fernsehen. Er inszenierte Fernsehspiele und führte gelegentlich Bühnenregie, so 1967 in Keine Leiche ohne Lily mit Grethe Weiser. In den Jahren 1962/63 führte er Regie in der ersten Fernsehserie des 1963 neu gegründeten ZDF, Meine Frau Susanne – eine Familienserie, die wöchentlich freitags am Vorabend in 20 Folgen ausgestrahlt wurde.
Bekannt wurde er einem breiten Publikum vor allem durch die von Herbert Reinecker geschriebene Fernsehkrimiserie Der Kommissar, in der er von 1968 bis 1975 in 97 Episoden die Rolle des Kommissar Keller verkörperte. Diese Serie war eine der erfolgreichsten Krimiserien der ersten Fernsehjahrzehnte in der Bundesrepublik. Von 1978 bis 1980 spielte Ode im Regionalprogramm der ARD in der Krimiserie Sonne, Wein und harte Nüsse die Hauptrolle des Polizisten im Ruhestand Eric Ott, der in seinem Altersdomizil in der Provence den örtlichen Kriminalpolizisten Giraud bei der Lösung von Fällen unterstützte.
Daneben absolvierte er Bühnengastspiele und führte auch gelegentlich Regie, so 1977 in Don Juan oder Die Liebe zur Geometrie (Bühnen der Hansestadt Lübeck) und 1980 in Horst Pillaus Und Buddha lacht (Ernst-Deutsch-Theater Hamburg).
Erik Ode verliebte sich in den Tegernsee während seines vierjährigen Engagements in Oberbayern. Später verwirklichte er seinen Traum und lebte in Rottach. Nachdem Ode 1982 auf einer Münchner Theaterbühne einen Schwächeanfall erlitten hatte, zog er sich aus dem Berufsleben zurück. Erik Ode starb am 19. Juli 1983 im Alter von 72 Jahren in Weißach/Tegernsee. Auf seinen Wunsch wurde seine Asche seebestattet.

## Filmografie (Auswahl)

### Als Schauspieler
- 1923: I.N.R.I.
- 1930: Das Kabinett des Dr. Larifari
- 1930: Ein Burschenlied aus Heidelberg
- 1931: Der Hochtourist
- 1932: Kavaliere vom Kurfürstendamm
- 1932: F.P.1 antwortet nicht
- 1933: Glück im Schloß
- 1933: Saison in Kairo
- 1933: Was Frauen träumen
- 1934: Charleys Tante
- 1936: Der Favorit der Kaiserin
- 1936: Der Dschungel ruft
- 1936: Mädchenjahre einer Königin
- 1937: Unter Ausschluß der Öffentlichkeit
- 1938: Rätsel um Beate
- 1938: Großalarm
- 1938: Das Leben kann so schön sein
- 1939: Alarm auf Station III
- 1939: Ein hoffnungsloser Fall
- 1939: Wir tanzen um die Welt
- 1940: Karlsbader Reise – Im Volkswagen auf Goethes Spuren von Weimar nach Karlsbad (Kurzfilm)
- 1942: Einmal der liebe Herrgott sein
- 1942: Schluck und Jau
- 1943: Tonelli
- 1943/44: Eine kleine Sommermelodie (UA: 1982)
- 1945: Meine Herren Söhne
- 1948: Berliner Ballade (Erzähler)
- 1955: Meine Frau Susanne
- 1957: Liebe, Jazz und Übermut
- 1960: Schlager-Raketen
- 1963: Meine Frau Susanne (Serie) – Der Führerschein
- 1964: Das Kriminalmuseum (Serie) – Der stumme Kronzeuge
- 1965: Das Kriminalmuseum (Serie) – Der Brief
- 1965: Die fünfte Kolonne (Serie) – Besuch von drüben
- 1966: Die fünfte Kolonne (Serie) – Die ägyptische Katze
- 1966: Förster Horn (Oberforstrat, mehrere Folgen)
- 1966: Der schwarze Freitag
- 1966: Wilhelmina – Das Abendkleid (Miniserie)
- 1967: Das Kriminalmuseum (Serie) – Die Reisetasche
- 1968: Der Mann, der keinen Mord beging (Mehrteiler)
- 1969–1976: Der Kommissar (97 Folgen)
- 1974: Hallo – Hotel Sacher … Portier! (Serie) – Mein Freund Uwe
- 1978: Polizeiinspektion 1 (Serie) – Bitte ein Autogramm
- 1979: Die Geisterbehörde (Fernsehfilm)
- 1979–1981: Sonne, Wein und harte Nüsse (28 Folgen)
- 1981: Schuld sind nur die Frauen (Fernsehfilm)

### Als Regisseur
- 1950: Herrliche Zeiten
- 1950: Skandal in der Botschaft
- 1952: Das Land des Lächelns
- 1952: Der Kampf der Tertia
- 1953: So ein Affentheater
- 1953: Schlagerparade
- 1954: Der erste Kuß
- 1954: An jedem Finger zehn
- 1955: Heldentum nach Ladenschluß
- 1955: Musik im Blut
- 1955: Wunschkonzert
- 1956: Lügen haben hübsche Beine
- 1956: Bestseller (TV)
- 1956: Der Mustergatte
- 1957: Eine große Liebe (TV)
- 1957: Einmal eine große Dame sein
- 1957: Liebe, Jazz und Übermut
- 1957: Und abends in die Scala
- 1958: Ohne Mutter geht es nicht
- 1958: Scala – total verrückt
- 1959: Was eine Frau im Frühling träumt
- 1959: Wenn das mein großer Bruder wüßte
- 1959: Die Liebe des Jahres (TV)
- 1960: Das Fenster zum Flur (TV)
- 1960: Schlager-Raketen
- 1961: Heute gehn wir bummeln
- 1962: Bubusch (TV)
- 1962: Theorie und Praxis (TV)
- 1963: Das Ende vom Anfang (TV)
- 1963: Feuerwerk (TV)
- 1963: Herr Lamberthier (TV)
- 1963: Fräulein, schreiben sie! (TV)
- 1963: Meine Frau Susanne (Fernsehserie, 20 Folgen)
- 1964: Der Kaiser vom Alexanderplatz (TV)
- 1965: Wolken am Himmel (TV)
- 1965: Mrs. Cheney’s Ende (TV)
- 1965: Ein Ehemann vor der Tür (TV)
- 1966: Förster Horn (Fernsehserie, 13 Folgen)
- 1967: Crumbles letzte Chance (TV)
- 1967: Keine Leiche ohne Lily (TV)
- 1967: Liebesgeschichten (Fernsehserie, ein Folge)
- 1967–1968: Die Witzakademie (Fernsehserie, 6 Folgen)
- 1969–1976: Der Kommissar (Folgen: 24. Eine Kugel für den Kommissar, 41. Kellner Windeck, 70. Die Nacht mit Lansky)
- 1977: Preussenkorso 45–48 (TV)
- 1979 und 1980: Derrick, (Folgen: 63. Die Versuchung; 75. Eine unheimlich starke Persönlichkeit)

### Als Synchronsprecher
Bob Hope
- 1944: Das Korsarenschiff als Sylvester der Große
- 1959: Ein Schuß und 50 Tote als Milford Farnsworth
- 1961: Junggeselle im Paradies als Adam J. Niles

Frank Sinatra
- 1949: Heut’ gehn wir bummeln als Chip
- 1959: Eine Nummer zu groß als Tony Manetta

Fred Astaire
- 1949: Tänzer vom Broadway als Josh Barkley
- 1950: Drei kleine Worte als Bert Kalmar
- 1953: Vorhang auf! als Tony Hunter
- 1957: Seidenstrümpfe als Steve Canfield
- 1961: In angenehmer Gesellschaft als Biddeford 'Pogo' Poole

Gene Kelly
- 1951: Ein Amerikaner in Paris als Jerry Mulligan
- 1952: Singin’ in the Rain als Don Lockwood
- 1954: Brigadoon als Tommy Albright
- 1964: Immer mit einem anderen als Pinky Benson

Cary Grant
- 1959: Der unsichtbare Dritte als Roger Thornhill

## Auszeichnungen
- 1973: Goldene Kamera
- 1970, 1971, 1972, 1975: Bambi
- ca. 1970 bekam Erik Ode den Titel "Ehrenkommissar" der Stadt München verliehen[2]
- 1981: Goldene Kamera

## Autobiografie
- Erik Ode: Der Kommissar und ich. Die Erik-Ode-Story (= Goldmann-Gelbe. Bd. 3376). Genehmigte Taschenbuchausgabe, Lizenz des Schulz-Verlag, München/Percha. Goldmann, München 1975, ISBN 3-442-03376-4 (Erstausgabe. Schulz, München/Percha (am Starnberger See) 1972).